# Ruch jednostajny po okręgu

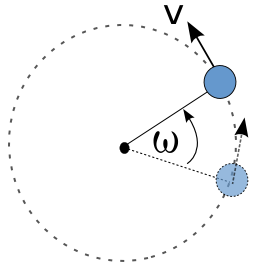
Schemat ruchu jednostajnego po okręgu

Ruch jednostajny po okręgu – ruch po torze o kształcie okręgu z prędkością o stałej wartości (module).
W ruchu tym wartość przyspieszenia i prędkości jest stała. Zmienia się natomiast kierunek ich wektorów.
Przyspieszenie w ruchu jednostajnym po okręgu nie zmienia modułu (wartości) prędkości ciała, a jedynie zakrzywia tor jego ruchu (powodując, że tym torem jest okrąg).
W każdym momencie tego ruchu wektor prędkości skierowany jest prostopadle do promienia wodzącego ciało po okręgu, natomiast wektor przyspieszenia dośrodkowego jest równoległy do promienia.
Ruch jednostajny po okręgu może być także definiowany jako ruch po okręgu ze stałą prędkością kątową.

## Wzory w ruchu jednostajnym po okręgu
Zależność położenia, prędkości i przyspieszenia od czasu w ruchu jednostajnym po okręgu wyrażają wzory (r jest promieniem okręgu):
{\displaystyle {\begin{cases}x(t)&=r\cos(\omega t+\varphi )\\[2pt]y(t)&=r\sin(\omega t+\varphi )\end{cases}}}
{\displaystyle {\begin{cases}v_{x}(t)&=-r\omega \sin(\omega t+\varphi )\\[2pt]v_{y}(t)&=r\omega \cos(\omega t+\varphi )\end{cases}}}
{\displaystyle {\begin{cases}a_{x}(t)&=-r\omega ^{2}\cos(\omega t+\varphi )\\[2pt]a_{y}(t)&=-r\omega ^{2}\sin(\omega t+\varphi )\end{cases}}}
gdzie wartość {\displaystyle \varphi } zależy od początkowego położenia punktu materialnego.
We współrzędnych biegunowych zależności te są szczególnie proste (R oznacza tu promień okręgu, a {\displaystyle \varphi _{0}} określa początkowe położenie):
{\displaystyle {\begin{cases}r(t)&=R\,(={\text{const}})\\[2pt]\varphi (t)&=\varphi _{0}+\omega t\end{cases}}}